# Ryan Finley
Ryan Finley (Lumberton Township, 27 maart 1991) is een Amerikaans voetballer. In 2015 tekende hij een contract bij Charlotte Independence uit de USL.

## Clubcarrière
Op 17 januari 2013 werd Finley als zevende gekozen door Columbus Crew in de MLS SuperDraft 2013. Op 9 maart 2013 maakte hij tegen Vancouver Whitecaps zijn debuut voor Columbus. In de negentigste minuut verving hij verdediger Gláuber. Op 4 september 2013 maakte hij tegen Houston Dynamo zijn eerste doelpunt voor Columbus Crew. The Crew won de wedstrijd uiteindelijk met 2-0. Op 12 maart 2014 werd hij verhuurd aan Dayton Dutch Lions. Op 8 mei 2014 maakte Finley de overstap naar Chivas USA. Finley maakte het seizoen af bij Chivas waar hij in zestien competitiewedstrijden één doelpunt maakte. Het seizoen in 2014 was het laatste seizoen voor voetbalclub Chivas USA (de voetbalclub werd opgeheven), waarna Finley zonder club kwam te zitten. Op 25 maart 2015 tekende hij bij Charlotte Independence.